# یلوه زرد
یلوه زرد (نام علمی: Coturnicops noveboracensis) نام یک گونه از سرده یلوه‌های بلدرچینی است.